# Olle Sarri
Nils Olof Fabian "Olle" Sarri, född 20 januari 1972 i Enskede församling, är en svensk skådespelare. Han är son till Lasse och Inga Sarri.

## Biografi
Olle Sarri började medverka på scen i mycket unga år. Vid sex års ålder gjorde han debut i TV i berättarserien Olles mammas morbror (1978), där släktingar i Hälsingland medverkade. Han genomgick teaterlinjen vid Södra Latin men efter gymnasiet arbetade han under fyra år på förskola. Enligt egen uppgift försökte han komma in vid scenskolorna i Stockholm och Malmö sju gånger utan att lyckas. Han fick 1995 sitt genombrott som sketchskådespelare i ZTV:s Knesset och har därefter medverkat i sketcher i en rad TV-program och shower som Bullen, Pentagon och Sen kväll med Luuk. Han har också spelat på Stockholms Stadsteaters scen Backstage i succéföreställningen Dr Kokos kärlekslaboratorium som även gjordes för TV 1999.
Olle Sarri representerar en form av komik som skulle kunna kallas en pinsamhetens komik av det lite skruvade slaget, tydligt inte minst i serier som inneboende och komvuxstuderande i c/o Segemyhr (1998, 1999 och 2003) och Heja Björn (2002). Det är komik som kretsar kring fumliga, dumsnälla och lite bortkomna unga män. I enlighet med detta kan man även se hans två filmroller för Ella Lemhagen i Välkommen till festen (1997) och Om inte (2001).
Sarri guldbaggenominerades för sin roll i Apan 2010 för bästa manliga huvudroll.
Sarri har även huvudrollen i Magnus Ugglas musikvideo "Kung för en dag" från 1997. Han har från hösten 2011 medverkat i humorprogrammet Parlamentet. Våren 2012 var han huvudperson i SVT:s porträttserie Dom kallar oss skådisar.

## Familj
Olle Sarri är sambo med skådespelaren Anna Littorin och de har en dotter född 2009 och en son född 2017.

## Filmografi (i urval)
- 1978 – Olles mammas morbror (TV-barnprogram)
- 1989 – Resan till Melonia (röst som Ferdinand)
- 1996 – Monopol
- 1997 – Välkommen till festen
- 1998–2004 – c/o Segemyhr (TV-serie) (59 avsnitt)
- 2000 – Tillsammans
- 2001 – Om inte
- 2002 – Heja Björn (TV-serie) (24 avsnitt)
- 2003–2008 – All Grown Up! (TV-serie) (röst som Tommy Pickles)
- 2006 – Förortsungar
- 2009 – Apan
- 2010 – Äntligen midsommar
- 2010 – Den ryska dörren (TV-film)
- 2011 – Solsidan (TV-serie) (ett avsnitt)
- 2012 – Flimmer
- 2012 – Blondie
- 2013 – Jakten
- 2013 – Monsters University (röst som Scott "Kladdis" Scribbles)
- 2015 – Beck – Invasionen
- 2016 – Sameblod
- 2017–2021 – Sommaren med släkten (TV-serie)
- 2018–2021 – Helt perfekt (TV-serie)
- 2018 – Superhjältarna 2 (röst som Skärmskräckaren och pizzakille)
- 2018 – När Olle mötte Sarri (TV-serie)
- 2019 – Britt-Marie var här
- 2019 – Den inre cirkeln (TV-serie)
- 2019 – Revansch (TV-serie)
- 2020 – We Got This (TV-serie)
- 2021 – Beck – Döden i Samarra
- 2021 – Snabba cash (TV-serie)
- 2021 – Sune – Uppdrag midsommar
- 2023 – Tillsammans 99
- 2024 – Snödrömmar (TV-serie)
- 2025 – Åremorden (TV-serie)

## Teater

### Roller (ej komplett)
| År   | Roll        | Produktion                                 | Regi            | Teater                   |
| ---- | ----------- | ------------------------------------------ | --------------- | ------------------------ |
| 2003 | Love        | Krazy Jerrys mobila disco Gary Owen        | Sara Cronberg   | Stockholms stadsteater   |
| 2015 | Ravn        | Direktören för det hele Lars von Trier     | Anders Lundorph | Malmö Stadsteater        |
| 2017 | Medverkande | Psykakuten - Ännu Deluxigare Paula McManus | Paula McManus   | Kulturhuset Stadsteatern |